# قوبی تپه ۳
قوبی تپه ۳ مربوط به هزاره اول قبل از میلاد است و در شهرستان نقده، بخش محمدیار، دهستان حسنلو، روستای شیخ احمد واقع شده و این اثر در تاریخ ۷ خرداد ۱۳۸۷ با شمارهٔ ثبت ۲۲۹۰۹ به‌عنوان یکی از آثار ملی ایران به ثبت رسیده است.